# Алйотта
Алйотта (мальт. Aljotta) — блюдо национальной мальтийской кухни. Изначально этот суп готовился из рыбы, которую не удалось продать. Особенно этот суп был популярен во время Великого поста, когда католикам запрещено есть мясо. Алйотта относится к традиционным средиземноморским супам таким как французский буйабес, португальская калдейрада или тосканская каччукко.

## Состав
Традиционно этот суп готовят из мелкой рыбы, рыбьих голов и хвостов, сейчас для аромата при приготовлении бульона добавляют всевозможные морепродукты — креветки, кальмары, осьминоги. Обязательными компонентами являются чеснок, помидоры и майоран. Для густоты добавляют рис. Как правило, в алйотту при подаче добавляют лимонный сок. Существует большое количество рецептов этого супа, но основной набор ингредиентов неизменен.